# Protecció de còpia

Logo Copy Control d'IFPI

La protecció de còpia, també coneguda com a prevenció de còpia, és una mesura tècnica dissenyada per prevenir la duplicació d'informació. La protecció de còpia és sovint tema de debat i una banda defensa que amb aquest sistema de protecció es pot estar violant el dret de còpia dels usuaris: per exemple, el dret a fer còpies de seguretat d'una cinta de vídeo que l'usuari ha comprat de manera legal, el dret a instal·lar el programari en diversos ordinadors, o el dret a pujar la música a reproductors d'àudio digital per facilitar-ne l'accés i escoltar-la.

## Mètodes anticòpia
Els mètodes anticòpia s'utilitzen per protegir el contingut d'un cert suport com pot ser un CD, DVD, etc. de la duplicació. Alguns d'aquests mètodes són:
- Afegir una segona pista de dades
- Modificar la taula de continguts
- Afegir fitxers corruptes i incloure sectors defectuosos

Cap mètode anticopia és 100% efectiu, però evita que els usuaris inexperts puguin copiar-ne el contingut. En alguns països les lleis permeten tenir una còpia de seguretat, però aquests mètodes dificulten aquesta possibilitat.

## Tipus
- StarForce
- SafeDisc
- LaserLock
- SecuROM